# Ruhrthaler D 200 V/V
Die Typenreihe Ruhrthaler D 200 V/V für Meterspur sind zweiachsige Diesellokomotiven mit hydraulischer Kraftübertragung und Stangenantrieb, die für den mittleren Rangierdienst in der Leistungsklasse ähnlich der Wehrmachtslokomotive WR 200 B 14 der Deutschen Reichsbahn konzipiert wurden. Sie wurden nach dem Zweiten Weltkrieg von der Ruhrthaler Maschinenfabrik Schwarz & Dyckerhoff in Mülheim an der Ruhr gebaut.

## Entwicklung
Die Ruhrthaler Maschinenfabrik Schwarz & Dyckerhoff hat seit 1922 kleine Lokomotiven für den Verschub bei Industriebetrieben gebaut. Nach 1945 nahm die Firma die Produktion von Diesellokomotiven in der Form wie vor dem Zweiten Weltkrieg wieder auf. Ab einem nicht genau bestimmbaren Zeitpunkt wurden Lokomotiven mit zwei Vorbauten sowie mit Mittelführerstand gebaut. Bekannt ist eine für die Herforder Kleinbahn gebaute Lokomotive.

## Technik
Die Lokomotive hat einen gleich große Vorbauten für den Dieselmotor und das Strömungsgetriebe, der Mittelführerstand liegt zwischen den Vorbauten. 
Die Verbindung zwischen Motor und Getriebe erfolgte durch eine Gelenkwelle unterhalb des Führerstandsbodens. Der Dieselmotor stammte von MAN und hatte ein Leistungsvermögen von 225 PS. Die Kraftübertragung wurde durch das Strömungsgetriebe von Voith realisiert, dem ein Wendegetriebe der Deutschen Getriebe GmbH in Berlin nachgeschaltet ist. Der Getriebeausgang mit der Blindwelle ist am hinteren Ende der Lokomotive außerhalb der Achsgruppe realisiert. Mittels Kuppelstangen werden die Achsen angetrieben. Diese Anordnung ist für die Laufeigenschaften nicht ideal, wirkt sich aber bei den geringen Geschwindigkeiten auf Schmalspurbahnen nicht aus.

## Einsatz

### Herforder Kleinbahn V 15
1959 beschaffte die Herforder Kleinbahn eine Lokomotive dieses Typs, die sie für den Rangier- und Güterzugdienst verwendete. Die Lokomotive war dort bis zur Streckenstilllegung 1965 im Einsatz. Nach der Streckenstilllegung wurde die Lokomotive verkauft.

### Kreis Altenaer Eisenbahn V 15
Als die Untersuchungsfristen der letzten noch vorhandenen Dampflokomotiven der Gesellschaft ausliefen, entschied sich die KAE, die V 15 der Herforder Kleinbahn zu kaufen. Nach einer Probefahrt wurde die Lokomotive im November 1965 mit der ursprünglichen Nummer übernommen. Im Einsatz konnte sie die an sie gestellten Erwartungen nicht erfüllen, da sie zwar die gleiche Leistung wie die stärkste Dampflokomotive der Gesellschaft hatte, jedoch nicht die erforderliche Zugkraft besaß. Besonders auf der Steigungsstrecke bei Worth mussten die Züge bei Bergfahrt bei Beförderung mit der Diesellokomotive geteilt werden.
Die Lokomotive besaß eine kombinierte indirekte Bremse für die Saugluftbremse und die Druckluftbremse. Trotzdem mussten die Züge mit Bremser gefahren werden, weil die Güterwagen der KAE nicht mit durchgehender Bremse ausgestattet waren. Die Lokomotive konnte, ebenso wie die eingesetzten KAE VT 1 und 2, nicht mehr zur Rationalisierung des Eisenbahnbetriebes beitragen. Bereits zwei Jahre nach dem Kauf erfolgte die Streckenstilllegung.
Die Lokomotive wurde daraufhin 1968 an die Zechenbahn der Zeche Argenteau-Trembleur in Belgien verkauft und nach der Stilllegung der Zeche dort auf der Museumseisenbahn Trimbleu–Warsage eingesetzt. Von dort kam sie 1997 zur französischen Museumsbahn Chemin de Fer de la Baie de Somme und wurde von dort an eine spanische Baufirma verkauft. Dort soll sie 2009 noch vorhanden gewesen sein.